# Champagne-Mouton
 Champagne-Mouton  es una comuna y población de Francia, en la región de Poitou-Charentes, departamento de Charente, en el distrito de Confolens. Es la cabecera y mayor población del cantón de su nombre.
Su población en el censo de 1999 era de 984 habitantes.
Está integrada en la Communauté de communes du Confolentais.

## Demografía
| 1139 | 1063 | 938 | 975 | 1012 | 984 |
| Para los censos de 1962 a 1999 la población legal corresponde a la población sin duplicidades (Fuente: INSEE [Consultar]) |      |     |     |      |     |